# 1740 na literatura

## Nascimentos
| Data          | Nome            | Profissão | Nacionalidade  | Observações | Ref |
| ------------- | --------------- | --------- | -------------- | ----------- | --- |
| 2 de Junho    | Marquês de Sade | escritor  | França         | m. 1814     |     |
| 22 de julho   | Basílio da Gama | poeta     | Brasil Colônia | m. 1795     |     |
| 29 de Outubro | James Boswell   | biógrafo  | Escócia        | m. 1795     |     |

## Mortes
| Data | Nome | Profissão | Nacionalidade | Observações | Ref |
| ---- | ---- | --------- | ------------- | ----------- | --- |